# Silicose
Silicose is de oudste bekende beroepsziekte van de longen. In België werd ze eerst vanaf 1963 als beroepsziekte erkend. In Nederland was dat al eerder, namelijk in 1938. Erkenning van de ziekte was een harde strijd voor de vele lijders; als werkelijke diagnose duurde het nog tot in de jaren '50 voordat silicose echt werd erkend als verschillend van bijvoorbeeld bronchitis.
Het is een vorm van stoflong (een longaandoening) die veroorzaakt wordt door het inademen van kiezelstof (silica, siliciumdioxide, kwarts). Dit is het hoofdbestanddeel van zand. Het komt bijgevolg voor bij mijnwerkers, steenhouwers, en werknemers in gieterijen en de keramische industrie. In 2024 kwam een nieuw gevaar naar boven dat de plaatsing van en het zagen in aanrechtbladen van kwartscomposiet betreft.

## Vormen
- Chronische silicose ontstaat door het over lange periodes (20 jaar of meer) inademen van geringe hoeveelheden kwartsstof en wordt gekenmerkt door chronische ontstekingen, littekenweefsel en lymfeknopen in de longen, patiënten klagen over chronische hoest en extreme kortademigheid (vooral in combinatie met longfibrose).
- Versnelde silicose ontstaat door het over kortere perioden (5 tot 15 jaar) inademen van grotere hoeveelheden kwartsstof en kent dezelfde symptomatiek als chronische silicose met een versneld ziektebeeld.
- Acute silicose ontstaat door korte-termijn blootstelling aan zeer grote hoeveelheden kwartsstof en kenmerkt zich door zware ontsteking van het longweefsel; daarbij kunnen de longen zich vullen met vloeistof hetgeen ademhalen ernstig bemoeilijkt.

## Complicaties
Bij silicose kunnen ernstige complicaties ontstaan:
- Longfibrose kan bij alle vormen van silicose ontstaan, maar is het minst zeldzaam bij versnelde silicose. Hierbij ontstaan grote hoeveelheden bindweefsel (ten gevolge van littekens) in het longweefsel die de structuur van de longen aantasten en de ademhaling ernstig bemoeilijken.
- Er bestaat een ernstig verhoogde kans op tuberculose bij alle vormen van silicose. Men vermoedt dat kwarts de immuunrespons tegen de tuberkelbacil nadelig beïnvloedt.
- Er bestaat een verhoogde kans op longkanker bij alle vormen van silicose.

Er bestaat een verhoogde kans op chronische silicose bij rokers.

## Therapie
Er bestaat geen specifieke behandeling voor silicose. Het stopzetten van de blootstelling om verslechtering van het ziektebeeld te voorkomen helpt niet. Eens de ziekte zich manifesteert tast ze de longen verder aan en leidt ze uiteindelijk tot verstikking. De voortschrijding varieert hierbij van individu tot individu.
Men dient antibiotica en ontstekingsremmers toe om de ontstekingen van de luchtwegen te behandelen, en zuurstof en bronchodilators (geneesmiddelen die de luchtwegen verwijden) om het ademhalen te vergemakkelijken.
Een combinatie van taurine en nicotinezuur (vitamine B3) kon in in-vitro-onderzoek met longcellen de vorming van littekenweefsel als gevolg van blootstelling aan siliciumdioxide afremmen door een downregulatie van Transforming Growth Factor (TGF-beta 1) expressie in de macrofagen. TGF-beta 1 is een polypeptide dat celgroei, celproliferatie, celdifferentiatie en apoptose reguleert. De onderzoekers concluderen dat taurine en niacine als veelbelovende therapeutische stoffen kunnen worden gebruikt en kunnen worden ingezet in de behandeling van silicose in een vroeg stadium